# Журавська сільська рада (Городищенський район)
Жура́вська сільська́ ра́да — адміністративно-територіальна одиниця та орган місцевого самоврядування в Городищенському районі Черкаської області. Адміністративний центр — село Журавка.

## Загальні відомості
- Населення ради: 772 особи (станом на 2001 рік)

## Населені пункти
Сільській раді були підпорядковані населені пункти:
- с. Журавка
- с. Тихі Верби

## Склад ради
Рада складалася з 12 депутатів та голови.
- Голова ради: Шаповал Віктор Васильвич
- Секретар ради: Жежерун Надія Іванівна

### Керівний склад попередніх скликань
| Прізвище, ім'я, по батькові | Основні відомості                                                               | Дата обрання | Дата звільнення |
| --------------------------- | ------------------------------------------------------------------------------- | ------------ | --------------- |
| Шаповал Віктор Васильович   | Сільський голова, 1966 року народження, член Соціалістичної партії України      | 26.03.2006   | 31.10.2010      |
| Шаповал Віктор Васильвич    | Сільський голова, 1966 року народження, освіта середня спеціальна, безпартійний | 31.10.2010   |                 |

Примітка: таблиця складена за даними сайту Верховної Ради України

### Депутати
За результатами місцевих виборів 2010 року депутатами ради стали:

#### За суб'єктами висування
| Суб'єкт висування                | Кількість обраних депутатів | %    |
| -------------------------------- | --------------------------- | ---- |
| Партія регіонів                  | 7                           | 58,3 |
| Самовисування                    | 3                           | 25   |
| Політична партія «Нова політика» | 2                           | 16,7 |

#### За округами
| № округу                         | Прізвище, ім'я, по батькові      | Дата визнання обраним | Освіта  | Партійна приналежність | Відомості про обраного депутата         |
| -------------------------------- | -------------------------------- | --------------------- | ------- | ---------------------- | --------------------------------------- |
| Партія регіонів                  |                                  |                       |         |                        |                                         |
| 1                                | Нечипоренко Олександр Васильович | 06.11.2010            | середня | позапартійний          | Комкнальне підприємство, слюсар         |
| 3                                | Чистякова Світлана Володимирівна | 06.11.2010            | середня | позапартійна           | Журавська сільська рада, бухгалтер      |
| 6                                | Карпенко Сергій Олексійович      | 06.11.2010            | середня | позапартійний          | тимчасово не працює                     |
| 7                                | Жежерун Надія Іванівна           | 06.11.2010            | середня | позапартійна           | Журавська сільська рада, секретар       |
| 8                                | Пугач Віталій Степанович         | 06.11.2010            | вища    | позапартійний          | пенсіонер                               |
| 9                                | Ракша Наталія Миколаївна         | 06.11.2010            | середня | позапартійна           | Журавський СЦКД, завідувачка            |
| 12                               | Осадчий Роман Степанович         | 06.11.2010            | середня | позапартійний          | фермерське господарство «Росал», голова |
| Політична партія «Нова політика» |                                  |                       |         |                        |                                         |
| 4                                | Ракша Ольга Тодосівна            | 06.11.2010            | вища    | позапартійна           | пенсіонер                               |
| 11                               | Ласкавий Віктор Іванович         | 06.11.2010            | вища    | позапартійний          | приватний підприємець                   |
| Самовисування                    |                                  |                       |         |                        |                                         |
| 2                                | Гриценко Віктор Володимирович    | 06.11.2010            | середня | позапартійний          | Журавська сільська рада, землевпорядник |
| 5                                | Щербак Анатолій Миколайович      | 06.11.2010            | середня | позапартійний          | тимчасово не працює                     |
| 10                               | Черняк Віталій Вікторович        | 06.11.2010            | вища    | позапартійний          | Журавський НВК, директор                |